# Doña Paz (Schiff)
Die Doña Paz war eine  philippinische Fähre der Fährgesellschaft Sulpicio Lines. Ihre Kollision mit einem Tanker kostete am 20. Dezember 1987 über 4.300 Menschen das Leben. Es handelt sich damit um das schwerste Passagierschiffsunglück in Friedenszeiten.

## Geschichte
Die Doña Paz entstand 1962/63 als Baunummer 118 der Werft Onomichi Zosen in Onomichi. Der Neubau lief am 25. April 1963 als Himeyuri Maru vom Stapel. Im Juli 1963 wurde das rund 1,5 Millionen US-$ teure Schiff fertiggestellt und an den Auftraggeber, die Reederei Ryukyu Kaiun, abgeliefert und in Naha, Japan registriert. Die Himeyuri Maru nahm am 10. Juli ihren Liniendienst zwischen Naha auf der Insel Okinawa und Kagoshima auf. Das Kombischiff konnte neben rund 600 erwachsenen Passagieren auch Trocken- und Kühlladung transportieren. Ab 1967 diente das Schiff auf der Linie zwischen Naha und Tokio. Im Jahr 1975 erwarb die philippinische Reederei Sulpicio Lines das Schiff und benannte es in Don Sulpicio um. Nach einem Umbau, bei dem die Passagierkapazität auf 1424 Personen erhöht wurde, nahm das Schiff seinen neuen Dienst zwischen Manila und Cebu auf. Auf einer Reise von Manila nach Cebu mit 1164 Personen an Bord brach am 5. Juni 1979 ein Feuer im Laderaum aus. Die in Landnähe fahrende Don Sulpicio wurde auf den Strand gesetzt und alle Menschen an Bord gerettet. Das Schiff wurde zum konstruktiven Totalverlust erklärt und später durch Sulpicio Lines von den Versicherern zurückerworben. Nach der Reparatur und einem neuerlichen Umbau wurde das Schiff 1981 als Doña Paz wieder in Fahrt gesetzt.

## Kollision und Untergang 1987
Die Doña Paz kollidierte auf dem Weg von Leyte nach Manila in der Nähe von Mindoro in der Straße von Tablas mit dem kleinen Tanker Vector, der im Besitz von Caltex Philippines war und eine Ladung von 1130 Tonnen Benzin, Diesel und
Petroleum transportierte. Es kam zu einer Explosion und einem anschließenden Brand, der sich schnell ausbreitete. Die Fähre sank innerhalb von zwei Stunden, der Tanker zwei weitere Stunden später. Nur 24 Passagiere von der Doña Paz und zwei Besatzungsmitglieder der Vector konnten von der Don Claudio gerettet werden. Sie mussten tauchend unter den Flammen durchschwimmen. Keines der Rettungsboote konnte ausgesetzt werden.
Die folgende amtliche Untersuchung kam auf eine Opferzahl von 4.317 Passagieren, 58 Besatzungsmitgliedern der Doña Paz und elf Besatzungsmitgliedern der Vector. Offiziell durfte die Fähre maximal 1.518 Personen befördern. Die Doña Paz war nicht mit Funk ausgerüstet. Die Kästen mit Schwimmwesten auf der Fähre waren verschlossen. Zudem wurde festgestellt, dass die Mannschaft der Vector nicht ausreichend qualifiziert und dass die Zulassung des Tankers abgelaufen war. Es dauerte acht Stunden, bis die Behörden vom Unglück erfuhren, und weitere acht Stunden, bis eine Such- und Rettungsaktion anlief, die sich dann als vergeblich erwies.